# Карасай (Єнбекшиказахський район)
Караса́й (каз. Қарасай) — село у складі Єнбекшиказахського району Алматинської області Казахстану. Входить до складу Болецького сільського округу.
Населення — 2032 особи (2021; 1972 у 2009, 1557 у 1999, 1411 у 1989).